# Amanda Darieux
Amanda Darieux egyike a Hegylakó című sorozat halhatatlanjainak. A képernyőn Elizabeth Gracen alakítja.

## Élete
Amanda gyermekkoráról semmit sem tudunk. 820 környékén született Normandiában. 850. november 27-én Franciaországban hatalmas éhínség tombolt. Amanda megpróbált ételt lopni egy járvány sújtotta házból. A katonák elkapták és olyan súlyosan fejbe verték, hogy a nő belehalt sérüléseibe. Ám Amanda hamarosan „feltámadt”. Rebekka Horn, egy halhatatlan jósnő, talált rá és befogadta a házába. Amanda megpróbálta ellopni jótevője kristálygömbjét, de Rebekka rajtakapta. Megbocsátott neki és kitanította, hogyan maradjon életben, mint halhatatlan. 853 októberében a Szent Anna apátság közelében fejét vette élete első halhatatlanjának, a szász Hengistnek. Legközelebb 1182-ben hallunk felőle, amikor tanítványává fogad egy tízévesen halhatatlanná vált fiút, Kennyt. Ám a következő évben Amandát katonák fogták el és akasztották föl. Mire magához tért, Kennyt már nem találta sehol. Az elkövetkező három évben egész Angliát felforgatta a fiúért, eredménytelenül. 1190 körül Amanda találkozott Oroszlánszívű Richárddal. 1327-ben Francia- vagy Olaszországban Petrarch Laura gyermekeinek keresztanyja lett. 1556-ban szeretőjével, Jeremy Dexterrel, ki akarták rabolni Stuart Mária skót királynőt. 1565-ben Amanda Bourgoyne-ban, Franciaországban élt a tanítványával, Christine-nel. 1610-ben Hollandiában leleplezte Evan Peytont, a halhatatlant, akit előző évben fogadott fiául a gróf, és aki megmérgezte „testvérét”, hogy megszerezze a családi örökséget. 1635. szeptember 11-én Itáliában, Veronában Rebecca oldalán találkozott először Duncan MacLeoddal, és azonnal meg is lopta a férfit.  1643-ban segített egy öreg bábaasszonynak világra hozni egy utcalány gyerekét. Amandát és a bábát boszorkánynak kiáltották ki, és a halhatatlan Julian Heller máglyahalálra ítélte őket. 1720-ban Amanda segített Marsaillenek és a feleségének – két felszabadított rabszolgának – feljutni az Amerika felé tartó Santa Mariá-ra. A hajó azonban elsüllyedt, és minden igyekezete ellenére, barátai a karjai közt haltak meg. 1753. november 15-én, Törökországban amíg a török szultán háremében táncolt, újból találkozott Duncannal. A nő ellopta a szultán ékszereit, és amikor az rájött, le akarta vágatni a tolvaj kezeit. Duncan sietett a segítségére, így végül megmenekült. 1776-ban New Yorkban a brit frontvonalon találkozik először, Liam atyával. 1792-ben a francia határvidáken Amandát egy francia herceg oldalán elfogta és guillotine általi halálra ítélte egy halhatatlan forradalmár: Talia Bauer. Talia végül megmentette az életét, azzal a feltétellel, hogy majd valamikor a távoli jövőben Amanda tartozik neki egy szívességgel. 1804-ben Bajorországban összeállt Zachary Blains-szel. Miután kirabolt egy nemesurat, ellopta Duncan lovát, hagyta, hogy a skótot vádolják a rablással, és Zachary oldalán elmenekült üldözői elől. 1864-ben modellt állt Rodinnak Franciaországban. 1867-ben Angliában Derek Markham „meggyőzte”, hogy menjen hozzá feleségül. 1888. január 26-án San Francicscóban találkozott Duncannal, és miután elnyerte Kit O'Brady Ikersas nevű mulatóját (persze csalással), átkeresztelte azt Pikk Dámára. A szalon később leégett.
1897-ben New Yorkban barátságot kötött Morgan Kenworthy-vel, az ezüstművessel. Morgant és fiát megölték, és a férfi halhatatlanná vált. Amikor a nő megpróbálta elmagyarázni neki, mi történt vele, Morgan anélkül, hogy végighallgatta volna, dühösen faképnél hagyta. 1907-ben Amandát új mestere, Andre Korda harcművészetre oktatta Kínában, ám amikor megismerte a férfi vérszomjas módszereit, és kegyetlen természetét, otthagyta. 1908-ban Londonban Amanda túljárt a halhatatlan Jade eszén, és ellopott egy hatalmas gyémántot. Még ebben az évben Párizsban modellt állt Antonio Ravellinek, a híres festőnek. 1912-ben Amerikába akart utazni és felszállt egy hajóra, melynek neve mára történelemmé vált. 1917-ben a nyugati, francia fronton ellopott egy pénzzel teli táskát egy katonától. Nem tudhatta, hogy a táskában egy visszavonulási parancs is volt. Tettével 120 ember halálát okozta, köztük John Ray Feilding-ét is. A halhatatlanná vált férfi őt okolta a tragédiáért. 1926-ban Amanda Corey Raines mellett „Bonnie és Clyde”-ként 5 amerikai államot fosztogatott végig. 1936-ban Németországban, Berlinben dolgozott. Énekesnő volt egy bárban, és ellopott egy pénznyomó klisét, hogy később biztosítsa vele a megélhetését. 1950-ben Duncan és Fitz golfpartnere volt, és karácsonykor részt vett a Scone-i kő elrablásában. 1952-ben Varsóban Mario Cardoza megbízásából ellopott egy Ming vázát, és egy hamisítvánnyal helyettesítette. 1954-ben visszautasította Alfred Hitchcock ajánlatát, hogy a „Zsákmány a tolvajtól” (To Catch A Thief) című filmben a technikai asszisztense legyen, mert túlságosan lefoglalta egy gyémánt ellopása Rendeci gróftól. 1963-ban újból találkozott régi barátjával, Marco Beckerrel, és fiatal feleségével, Lucy Becker-vel. Amikor Wilson Geary fejét vette Marconak, befogadta Lucy-t. 1968-ban találkozott Charlie Johnsonnal, az amerikai kémmel, táncolt vele és meghalt a karjaiban.
1993-ban Zachary Blaine a párizsi cirkuszban újból Amanda nyomára akadt, ám a nő Duncan segítségével végleg „megoldotta” ezt a problémát. 1994. május 2-8 Párizsban – a skót segítségével – megbosszulta tanítója, Rebecca halálát, akit Luther a kristályért ölt meg. Októberben segített Duncannak ellopni Szent Antal keresztjét Durgantól. Október 30-án a fiatal halhatatlan, Michelle Webster tanára lett. 1995. május 25-én Amanda kiszabadította Kalast a börtönből, hogy a fejét vegye, de a férfi megmenekült és később elrabolta, hogy felhasználja Duncan MacLeod ellen. Megszökött. Duncannal az Eiffel-torony tetején tangózott, abban az önfeledt helyzetben, amikor azt hitték, pár órán belül az egész világ tudomást szerez a halhatatlanok létezéséről, abból a CD-ből amit Kalas a Figyelőktől szerzett meg. Ám Mac ellensége nyomára akad és a fejét veszi. 1996. március 28-án Duncan és Amanda a Moszkvai Nagycirkuszban léptek fel. 1998. november 7-én egy zsúfolt nap után MacLeod elhagyta barátait, Amandát, Methost és Joe Dawsont és felkereste mesterét, Connor MacLeodot. Még ez évben egy rablás után megismerkedett Nick Wolfe és Claudia Hoffman detektívekkel. Claudia meghalt, miközben megpróbálta megmenteni Amanda életét. A halhatatlan felfedte Nick előtt a titkát. Fejét vette Mario Cordozának, és újból találkozott Morgan Kenworthy-vel. Megpróbálta megakadályozni bosszújában, bár valójában nem akart közbeavatkozni. Ám Nick elhatározta, hogy megvédi Denise-t, és egy elhagyatott gyárban sarokba szorította Kenworthy-t. Amikor Wolfe lövése nyomán egy üvegdarab lezuhant a mennyezetről, az levágta a gonosz halhatatlan fejét.

## Fordítás
- Ez a szócikk részben vagy egészben  az   Amanda (Highlander) című angol Wikipédia-szócikk fordításán alapul.  Az eredeti cikk szerkesztőit annak laptörténete sorolja fel. Ez a jelzés csupán a megfogalmazás eredetét és a szerzői jogokat jelzi, nem szolgál a cikkben szereplő információk forrásmegjelöléseként.